# Earl Boyea
Earl Alfred Boyea (ur. 10 kwietnia 1951 w Pontiac, Michigan) – amerykański duchowny katolicki, biskup Lansing w metropolii Detroit.
Kształcił się m.in. w Sacred Heart Seminary High School gdzie uzyskał dyplom z historii. Przygotowania do kapłaństwa podjął w Rzymie w Kolegium Ameryki Płn., ukończył tam również Uniwersytet Gregoriański w 1976. Święcenia kapłańskie otrzymał z rąk pomocniczego biskupa Detroit Josepha Imescha w dniu 20 maja 1978. Służbę duszpasterską dzielił z pracą naukową. W roku 1980 uzyskał licencjat z teologii na Gregorianum. W roku 1987 ukończył studia na wydziale historii Kościoła na Katolickiego Uniwersytetu Ameryki. W latach 90. był wykładowcą kilku uczelni, jak również rektorem Pontifical College Josephinum w Columbus. Jest autorem wielu publikacji historycznych, dotyczących historii lokalnego Kościoła, jak również stanu Michigan.
22 lipca 2002 otrzymał nominację na biskupa pomocniczego Detroit ze stolicą tytularną Siccenna. Sakry udzielił mu kardynał Adam Maida. Zarządzał początkowo południową częścią archidiecezji, a następnie płn.-wsch. 27 lutego 2008 papież Benedykt XVI mianował go ordynariuszem Lansing, diecezji sąsiadującej z archidiecezją Detroit. Jest m.in. członkiem Amerykańskiego Katolickiego Stowarzyszenia Historycznego.